# Kobenz
Kobenz is een gemeente (marktgemeinde) in de Oostenrijkse deelstaat Stiermarken.

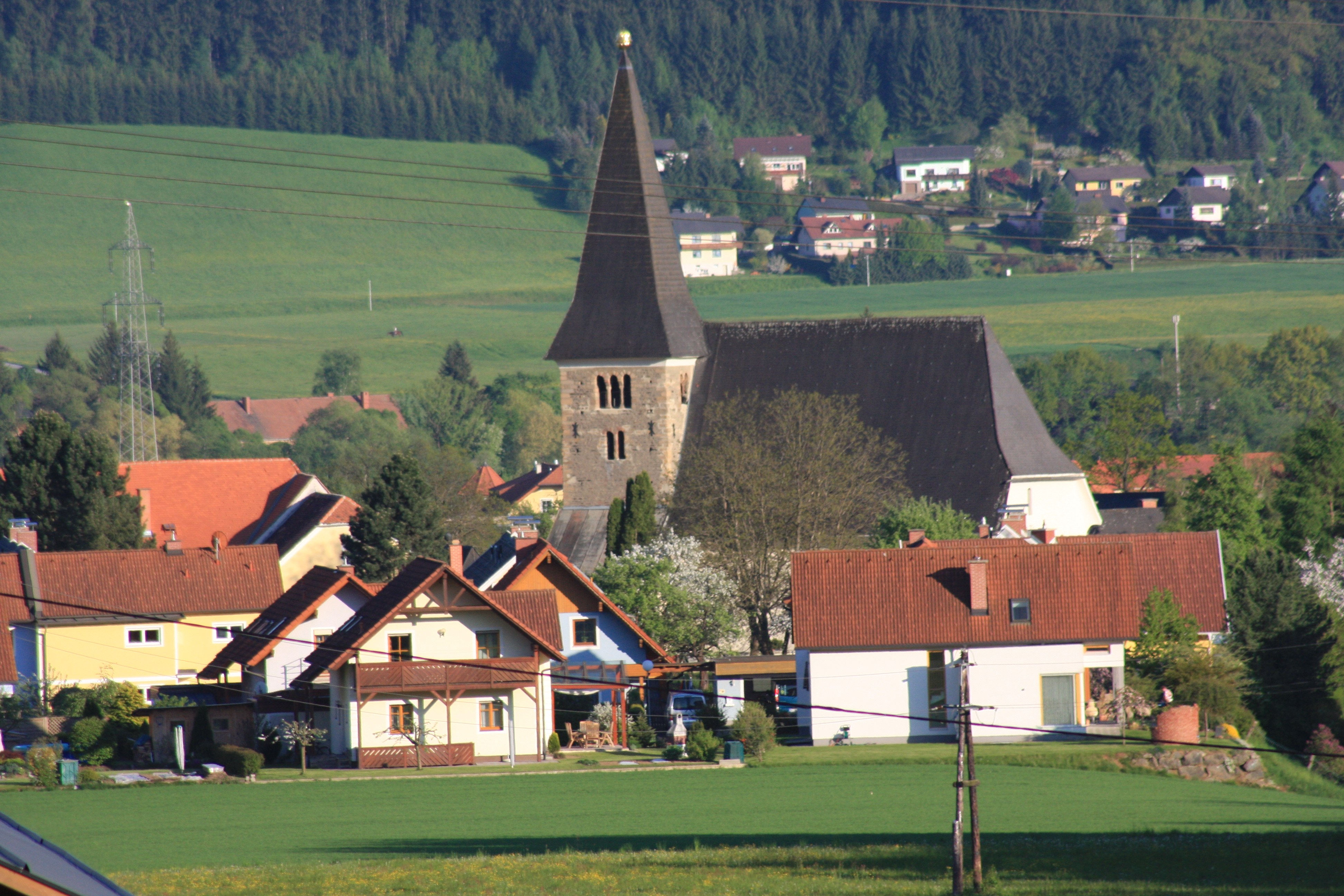
Zicht op Kobenz

Kobenz telt 1931 inwoners (2022).

## Geschiedenis
Kobenz maakte deel uit van het district Knittelfeld, tot dit op 1 januari 2013 fuseerde met het district Judenburg tot het huidige district Murtal.
Stadsgemeenten:
Judenburg · Knittelfeld · Spielberg · Zeltweg

Marktgemeenten:
Kobenz · Obdach · Pöls-Oberkurzheim · Pölstal · Seckau · Unzmarkt-Frauenburg · Weißkirchen in Steiermark

Overige gemeenten:
Fohnsdorf · Gaal · Hohentauern ·  Lobmingtal ·  Pusterwald · Sankt Georgen ob Judenburg · Sankt Marein-Feistritz · Sankt Margarethen bei Knittelfeld · Sankt Peter ob Judenburg
- Gemeinsame Normdatei: 4527980-9
- Library of Congress Control Number: n97094939
- Nationale Bibliotheek van Israël: 987007545017705171
- Virtual International Authority File: 131522862
- WorldCat: E39PCjGV3kMbfvxdRjDqPtd6Dq